# Irmgard Edle von Traitteur
Irmgard Elisabeth Edle von Traitteur, geborene Klein (* 15. April 1926 in Nürnberg), ist eine deutsche Politikerin (CSU). Sie wirkte unter anderem als Mitglied des Bayerischen Landtags (ab 1982).

## Leben
Traitteur Elisabeth Klein, Tochter von Johanna Margarethe Klein, geborene Hess, und des Bauingenieurs Karl Klein. Ihr Großvater war der promovierte Gletscherforscher Hans Hess. Sie besuchte die Grundschule in Karlstadt und Nürnberg und das Mädchen-Realgymnasium in Nürnberg, wo sie 1944 das Abitur machte. Sie war Elektrophysikalische Laborantin im Siemens-Forschungslabor Nürnberg und danach im Arbeitsdienst und Kriegseinsatz in der Oberlausitz tätig. 1945 kehrte sie nach Nürnberg zurück. Es folgten die Einrichtung und der Betrieb eines Ateliers für Kindermoden in der Nürnberger Innenstadt. Zu ihren Hobbys gehört das Sammeln von Fingerhüten. Ab 1961 war Irmgard Edle von Traitteur in zweiter Ehe verheiratet. Sie war ehrenamtlich tätig im Müttergenesungswerk als Ortsvorsitzende und in der Caritas als Vorsitzende des Kreisverbands. Ferner war sie Mitglied des Diözesanvorstands und ab 1979 des Caritas-Zentralrats.
Traitteur war Mitglied der Frauen-Union im Orts- und Kreisvorstand sowie der CSU als Mitglied im Kreisvorstand und in der Europa-Union im Kreis- und Bezirksvorstand. Von 1982 bis 1990 war sie Mitglied des Bayerischen Landtags.
Sie war katholisch, in zweiter Ehe von 1961 bis zu dessen Tod mit dem langjährigen Forchheimer Oberbürgermeister Karlheinz Ritter von Traitteur verheiratet. Ihre Tochter heißt Johanna Barbara.

## Eigene Werke als Herausgeber (Auswahl)
- Auf den Spuren eines Adelsgeschlechts durch vier Jahrhunderte, Grafen, Ritter und Edle von Traitteur , Forchheim 2023, ISBN 978-3-00-072546-3